# Jeneverpad
Het Jeneverpad is een Nederlandse 26 km lange stadswandeling van Rotterdam naar Maassluis. Het pad bestaat uit 3 trajecten:
- Traject 1: Rotterdam Centraal naar het centrum van Schiedam (8 km).
- Traject 2A: Centrum van Schiedam naar station Vlaardingen West (9 km).
- Traject 2B: Station Vlaardingen West naar station Maassluis Centrum (9 km).

## Traject 1
De route van traject 1 loopt als volgt:
- Rotterdam Centraal
- Heemraadssingel
- Coolhaven
- Piet Heynstraat
- Marconiplein
- Hoogstraat

## Traject 2A
De route van traject 2A loopt als volgt:
- Hoogstraat
- Troelstralaan
- Station Vlaardingen Oost
- Buizengat
- Stadhuis van Vlaardingen
- Station Vlaardingen West

## Traject 2B
De route van traject 2B loopt als volgt:
- Station Vlaardingen West
- Krabbeplas
- Nieuwe Waterweg
- Station Maassluis Centrum

Routeboekjes zijn verkrijgbaar in boekhandels in Rotterdam en omstreken.

## Routes in Rotterdam
- Erasmuspad
- Pad op Zuid
- Rondje Rotterdam
- Ton Markesepad